# وارکی
وارکی (به فرانسوی: Ouargui) یک منطقهٔ مسکونی در مراکش است که در استان قلعه سراغنه واقع شده‌است. وارکی ۱۰٬۱۱۳ نفر جمعیت دارد.